# Wysoka (Skały Rzędkowickie)
Wysoka je vápencová skalní věž nad vesnicí Rzędkowice ve gmině Włodowice v okrese Zawiercie ve Slezském vojvodství. Geograficky se nachází ve skalách Skały Rzędkowickie, které jsou součástí vysočiny Wyżyna Częstochowska (Jura Częstochowska, česky Čenstochovská jura, Čenstochovská vysočina) patřící do Wyżyna Krakowsko-Częstochowska (Jura Krakowsko-Częstochowska, česky Krakovsko-čenstochovská jura, Krakovsko-čenstochovská vysočina). Při určitém pohledu, skála jako celek připomíná vztyčenou ruku. Výška věže je cca 15 m.

## Další informace
Pod skalou se nachází polní oltář s kovovým křížem a sochou Marie - matky Ježíšovy, na kterém se někdy slaví katolické bohoslužby. Wysoka je nejlépe přístupná po značené stezce z parkoviště pod horou. Wysoká je také horolezeckým terénem.
Wysoka a další okolní skály se nacházejí v krajinném parku Park Krajobrazowy Orlich Gniazd na odbočce turistické trasy Szlak Rzędkowicki.

## Galerie

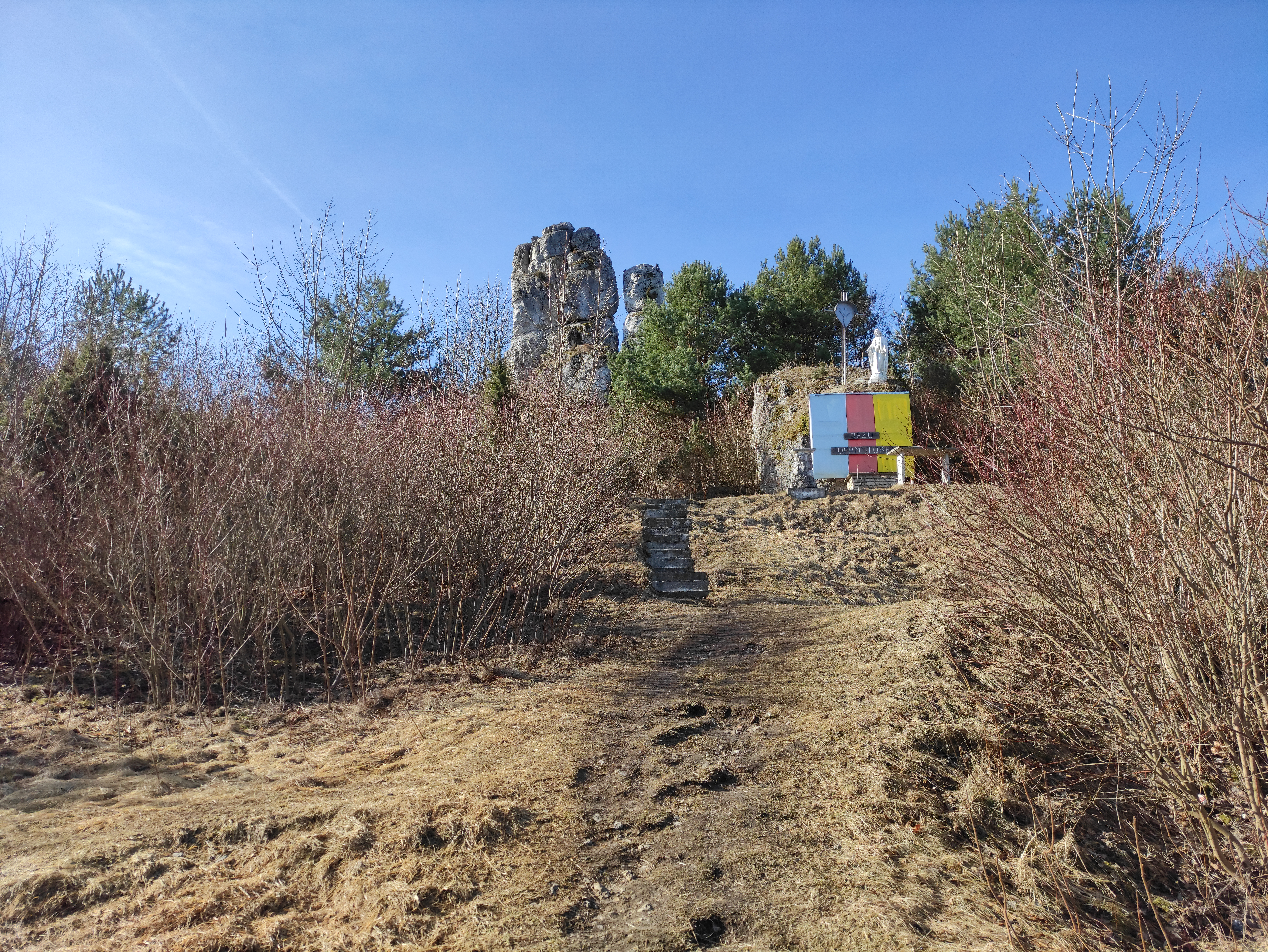
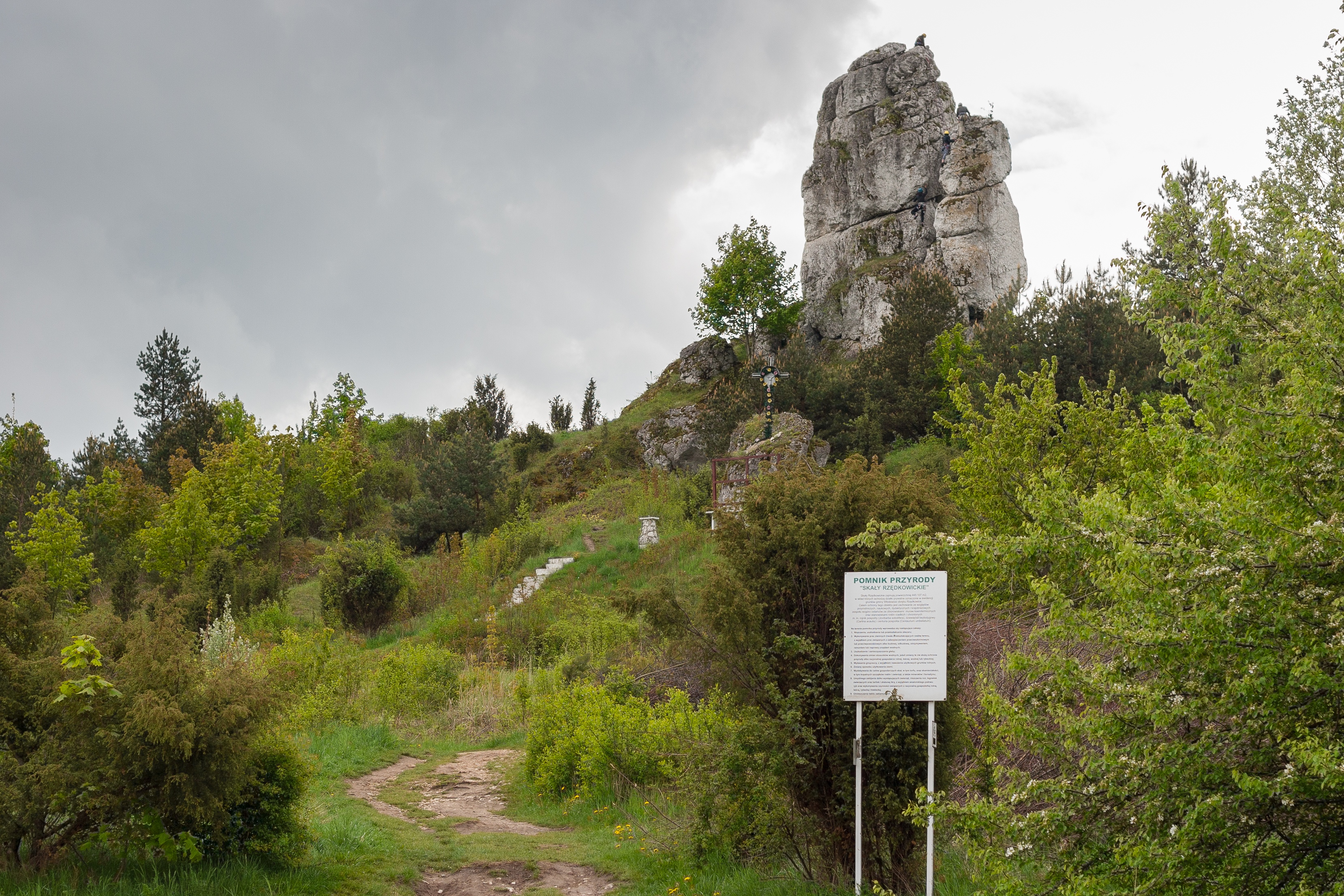
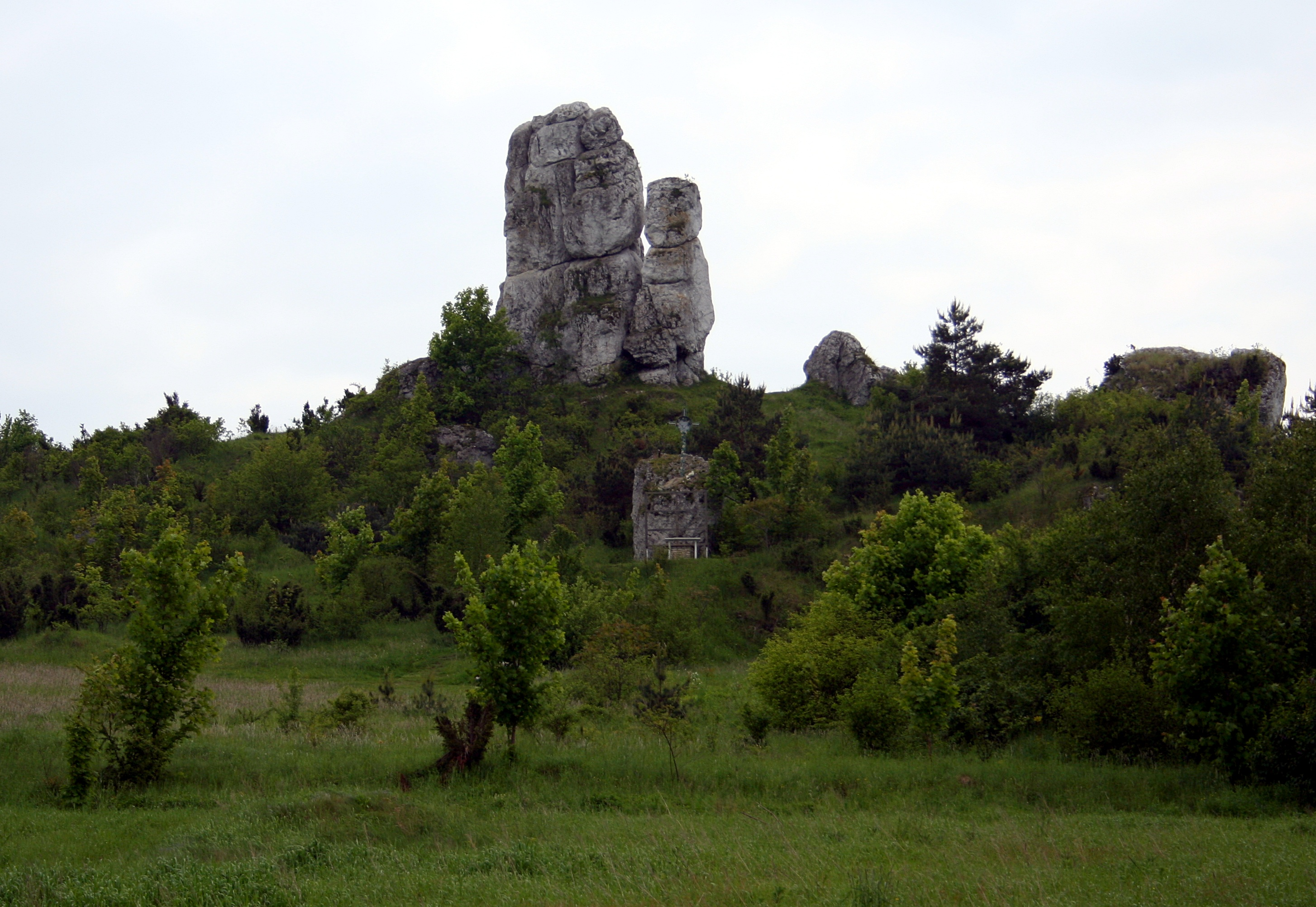
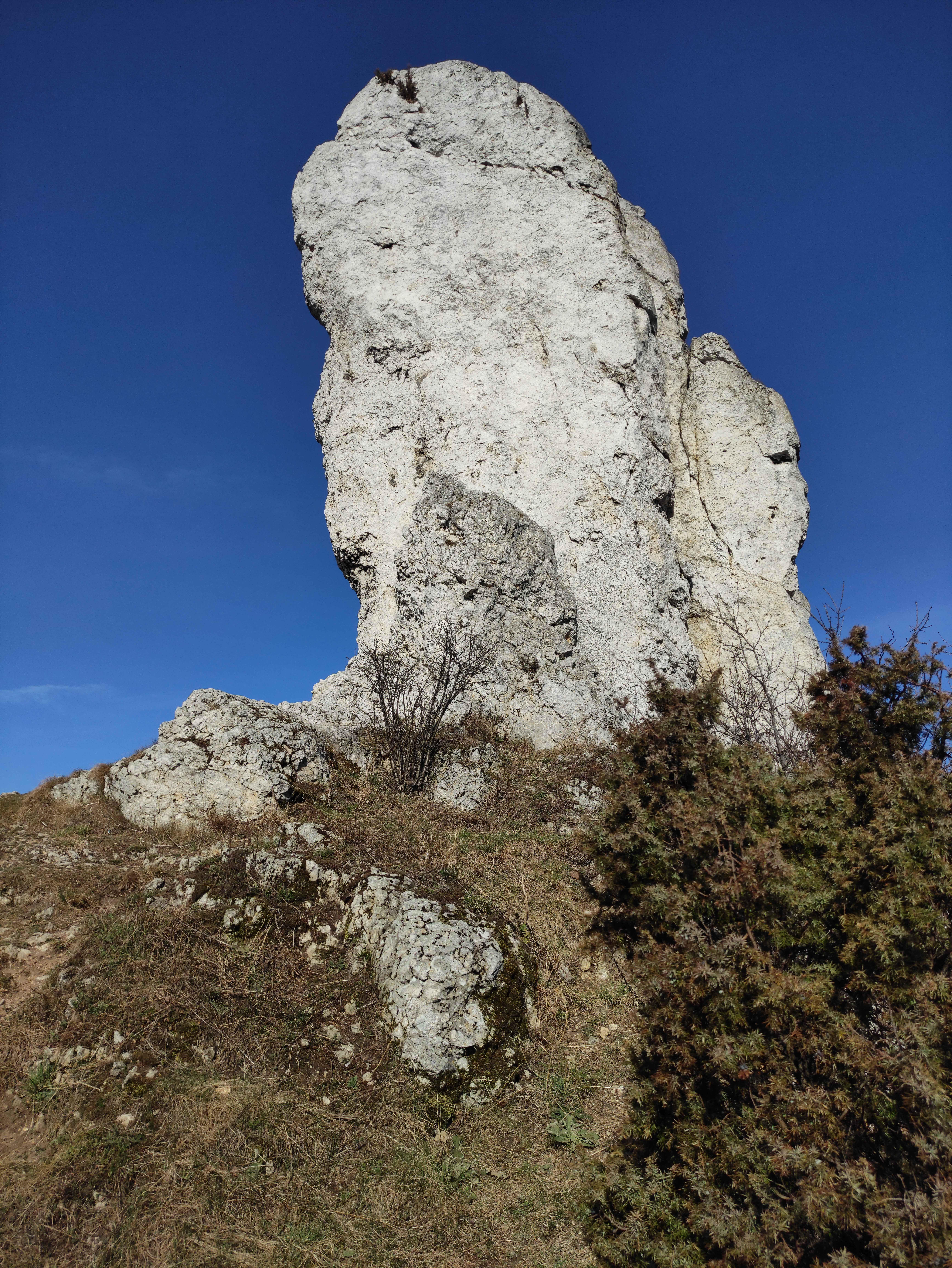
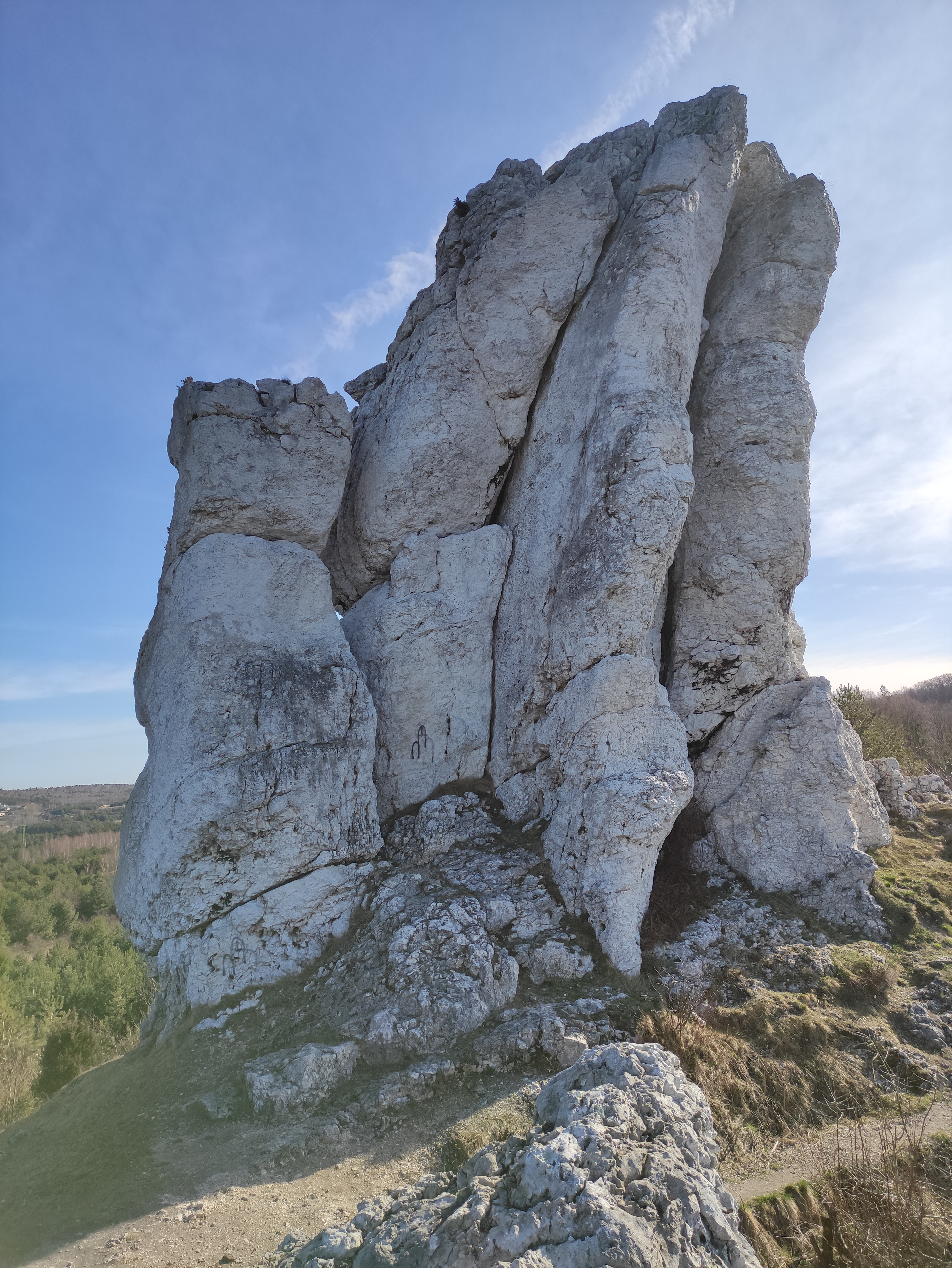
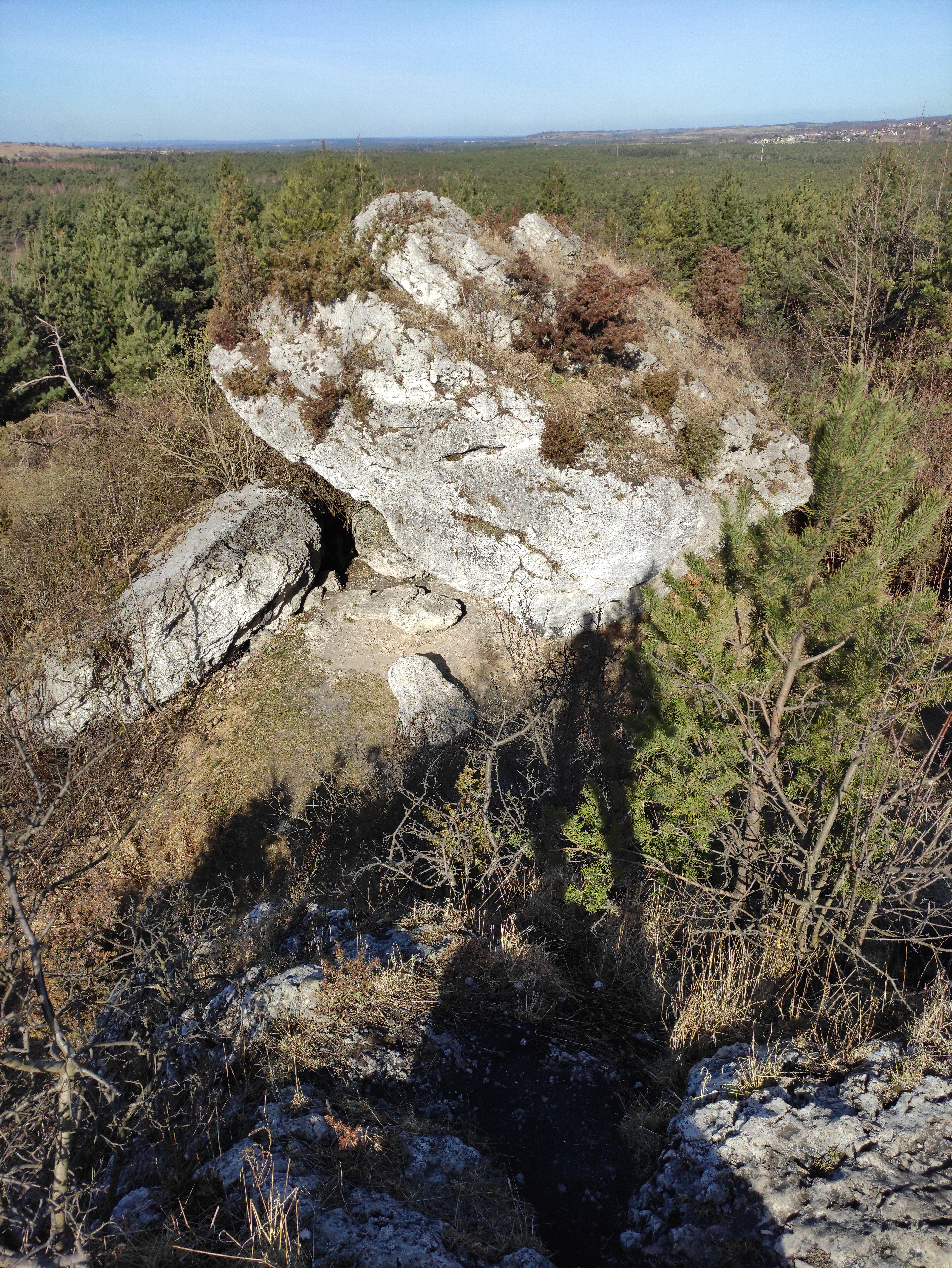
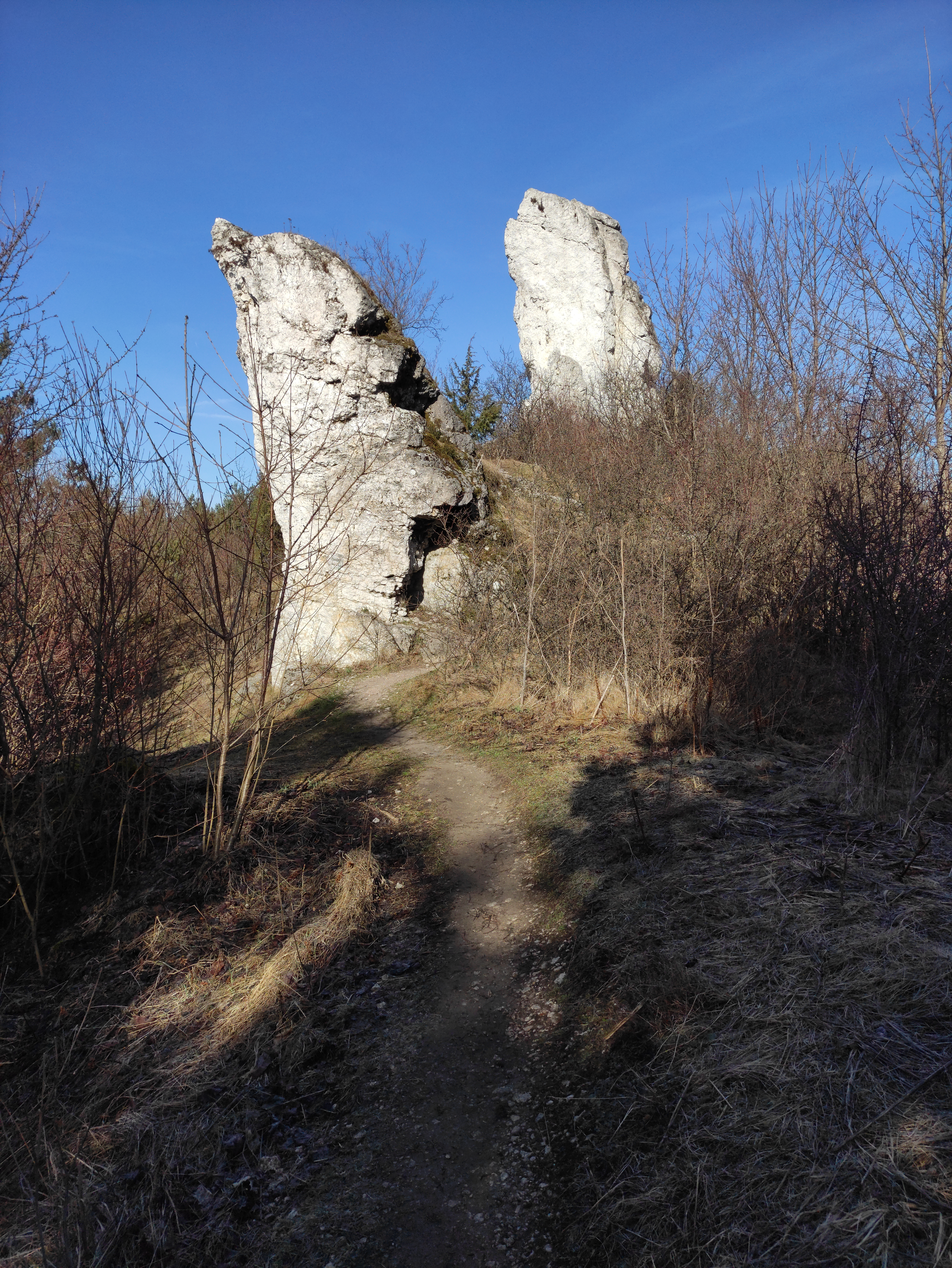